# نورمتانفرین
نورمتانفرین (به انگلیسی: Normetanephrine) با فرمول شیمیایی C9H13NO3 یک ترکیب شیمیایی با شناسه پاب‌کم 1237 است. که جرم مولی آن ۱۸۳٫۲۰۴ گرم بر مول می‌باشد. 